# Ключ 39
Ключ 39 (трад. и упр. 子, 孑, 孓, 孒) — ключ Канси со значением «ребёнок»; один из 34, состоящих из трёх штрихов.
В словаре Канси есть 83 символа (из 49 030), которые можно найти c этим радикалом.

## История
Древняя идеограмма изображала малыша с поднятыми вверх руками.
В современном языке иероглиф используется в значениях: «сын, дочь, потомок, дитя, детеныш», «плод, семя, яйцо, икра», «проценты, доход, прибыль» и др.
В качестве ключевого знака иероглиф мало употребляется.

Вид в Цзиньвэнь
Вид в Цзягувэнь
Вид в Цзянбо
Вид в большой печати Чжуаньшу
Вид в малой печати Чжуаньшу

В словарях располагается под номером 39.

## Значение
1. Сын, дочь, потомок, дитя, детёныш.
2. Воспитанник.
3. Плод, семя, яйцо, икра.
4. Общее обозначение человека.
5. Один из рангов в древние времена.
6. Обозначение времени с 11 ночи до утра.
7. Интерес, проценты, доход, прибыль.
8. В китайском зодиаке обозначает «Крысу».
9. В циклической системе китайской астрологии обозначает первую Земную ветвь.

### Иероглиф 孑
1. Подразумевает отсутствие правой руки.

### Иероглиф 孓
1. Подразумевает отсутствие левой руки.
2. Особый внешний вид.
3. Одинокий вид.

## Варианты прочтения
- кит. 子, 孑, 孓, 孒, пиньинь zǐ, цзы.
- яп. し, shi, си.
- кор. 알 al'; аль, ?, 자 ja, джа?.

## Варианты написания
Последний штрих [子] в печатном варианте зависит от региона и от значения.
| Традиционный вариант | Вариант 2 | Вариант 3 | Вариант 4 |
| -------------------- | --------- | --------- | --------- |
| 子                   | 孑        | 孓        | 孒        |

- Примечание: Ваш браузер может отображать иероглифы неправильно.

## Примеры иероглифов
| Доп. штрихи | Иероглифы                  |
| ----------- | -------------------------- |
| 0           | 子 孑 孓 孒                |
| 1           | 孔                         |
| 2           | 孕                         |
| 3           | 孖字存孙㜽𡥄               |
| 4           | 孚孛孜孝孞㜾㜿𡥌           |
| 5           | 孟孠孡孢季孤孥学孧𡥚㝀𡥘𡥙 |
| 6           | 孨孩㝁𡥤𡥥孪               |
| 7           | 孫孬孭𡥪㝂㝃               |
| 8           | 孮孯孰孲𡥴𡥵               |
| 9           | 孱𡥼㝄𡦀𡦂                 |
| 10          | 孳孴㝅𡦃𡦅𡦈               |
| 11          | 孵孶孷𢆡𡦖                 |
| 12          | 㝆                         |
| 13          | 學孹𡦧㝇                   |
| 14          | 孺孻                       |
| 15          | 𡦫                         |
| 16          | 孼𡦮                       |
| 17          | 孽孾𡦶                     |
| 19          | 孿                         |
| 22          | 㝈                         |

- Примечание: Ваш браузер может отображать иероглифы неправильно.